# أوفير
أُوفِر أو أُوفير هي اسم علَم من اللغة العبرية وهي جزء من منطقة ذُكرت في الكتاب المقدَّس. اشتُهِرَت بثروتها فكان الملك سليمان  يستلم شحنة من أوفير كل ثلاث سنوات (سفر الملوك الأول) تتكون من الذهب والفضة وخشب الصندل واللؤلؤ والعاج والقردة والطواويس.